# NGC 2635
NGC 2635 (również OCL 728 lub ESO 371-SC1) – gromada otwarta znajdująca się w gwiazdozbiorze Kompasu. Odkrył ją John Herschel 2 lutego 1835 roku. Jest położona w odległości ok. 13 tys. lat świetlnych od Słońca.